# Kenny Burns
Kenneth Burns  (Glasgow, 1953. szeptember 23. – ) skót válogatott labdarúgó. 

## Pályafutása

### Klubcsapatban
Glasgowban született. Pályafutását a Rangers utánpótlásában kezdte, de a felnőttcsapatban nem mutatkozott be. 1971-ben a Birmingham City szerződtette, ahol hat évi játszott. 1977-ben a Nottingham Forest igazolta le. A következő pár évben a klub történetének legsikeresebb időszaka következett, melynek Burns is részese volt. 1978-ban az angol bajnokságot, a ligakupát, a szuperkupát, 1979-ben és 1980-ban pedig a bajnokcsapatok Európa-kupáját nyerte meg a Nottingham színeiben. 1978-ban az év labdarúgójának is megválasztották. 1981 és 1984 között a Leeds United, 1984 és 1985 között a Derby County együttesében szerepelt és még ugyanebben a szezonban néhány mérkőzésen pályára lépett a Notts Countyban is. 1985 és 1986 között a Barnsley játékosa volt, majd azt követően Svédországba igazolt az IF Elfsborg-hoz. Később játszott még kisebb angol csapatokban.

### A válogatottban
1974 és 1981 között 20 alkalommal szerepelt az skót válogatottban és 1 gólt szerzett. Részt vett az 1978-as világbajnokságon. 

## Sikerei, díjai
Nottingham Forest
- Angol bajnok (1): 1977–78
- Angol ligakupa (2): 1977–78, 1978–79
- Angol szuperkupa (1): 1978
- Bajnokcsapatok Európa-kupája (2): 1978–79, 1979–80
- UEFA-szuperkupa (1): 1979

Egyéni
- Az év labdarúgója (FWA) (1): 1978